# Cantalpino
Cantalpino es un municipio y localidad española de la provincia de Salamanca, en la comunidad autónoma de Castilla y León. Se integra dentro de la comarca de la Tierra de Peñaranda y la subcomarca de Las Guareñas. Pertenece al partido judicial de Peñaranda.
Además del propio Cantalpino, su municipio está formado por los núcleos de población de Villafuerte, Cotorrillo, Cuarto de la Asunción, La Estación, Revilla y Torre de Moncantar, los cinco últimos despoblados, ocupa una superficie total de 78,47 km² y según los datos demográficos recogidos en el padrón municipal elaborado por el INE en el año 2023, cuenta con una población de 817 habitantes.

## Toponimia
En el origen del nombre de Cantalpino parece inevitable considerar la opinión según la cual los nombres de Cantalapiedra, Cantaracillo, Cantimpalos, Cantespino, Cansoles y similares contienen una forma proclítica *can ‘campo’, como ya señaló Julio González, descartando como innecesaria la hipótesis prerromana (raíz *kanta- 'piedra, peñasco'), de la que Llorente era el más destacado valedor. Riesco Chueca se adhiere a la propuesta de Julio González, ofreciendo una panorámica general e introduciendo algunas matizaciones semánticas que explican la alta concentración espacial de los topns. Canta- en la antigua frontera entre Castilla y León, un hecho que ya había llamado la atención de A. Barrios.
Con relación a Cantalpino, las variantes registradas son poco discrepantes. En un testamento de 1264, consta como Candelpino.
Julio González interpretaba la toponimia de campo en la región allende el Duero como alusiva a terrenos fértiles, aptos para la labor, pero abandonados tras las guerras (“campos inicialmente incultos, no vinculados sólo para pastos”), que llamarían la atención de los ganaderos y caballeros repobladores en el s. X. No obstante, y sobre todo para los topónimos fronterizos, Riesco sospecha en estos nombres una referencia más militar que agrícola, en la que *cam, *can estén por ‘campo de batalla, línea defensiva’. Estos pueblos se sitúan en la frontera entre Castilla y León, donde fueron frecuentes las refriegas militares; Cantalapiedra y Cantaracillo contaron con torres fortificadas. A la vista de estos datos y dada la alta concentración de topns. Canta-, Cande- (< cam[po] de) en las fronteras entre León y Castilla, es probable que hagan referencia a lugares de batalla o puntos de alta tensión fronteriza. El carácter de emblema en los determinativos (piedra, arcillo, pino, sol, espina) parece entroncar con la tradición heráldica de ligar la memoria de una batalla a una circunstancia anecdótica. En otros casos, sin embargo, habrá de interpretarse campo en su acepción toponímica más común: tierra desarbolada, rasa.

## Geografía

### Ubicación
| Noroeste: Cañizal y Espino de la Orbada   | Norte: Vallesa de la Guareña          | Noreste: Villaflores          |
| Oeste: El Pedroso de la Armuña            |                                       | Este: Villaflores             |
| Suroeste Arabayona de Mógica y Villoruela | Sur: El Campo de Peñaranda y Villoria | Sureste: Poveda de las Cintas |

## Historia
Su fundación se remonta a la repoblación efectuada por los reyes de León en la Edad Media, quedando integrado en el cuarto de Villoria de la jurisdicción de Salamanca, dentro del Reino de León, denominándose en el siglo XIII "Cantelpino". Anteriormente, en la donación que hizo Urraca I de León a la Orden de San Juan de varias localidades de la Guareña, en el año 1116, se recoge esta localidad con el nombre Campum de Pino. El núcleo primitivo debió de ubicarse en la zona denominada de Las Bodegas, entre la calle de Vallesa, la plaza y la iglesia. En la Edad Moderna, los vecinos de Cantalpino compraron la jurisdicción de la localidad al rey Felipe IV de España, que otorgó el título de Villa a Cantalpino (17/05/1628). Con la creación de las actuales provincias en 1833, Cantalpino quedó encuadrado en la provincia de Salamanca, dentro de la Región Leonesa.

## Geografía humana

### Demografía
Cuenta con una población de 804 habitantes (INE 2024).
| Gráfica de evolución demográfica de Cantalpino entre 1842 y 2021                                                      |
| |
| Población de derecho según los censos de población del INE. Población de hecho según los censos de población del INE. |

### Núcleos de población
El municipio se divide en varios núcleos de población, que poseían la siguiente población en 2015 según el INE.
| Núcleo de población   | Población |
| --------------------- | --------- |
| Cantalpino            | 851       |
| Revilla               | 2         |
| Cotorrillo            | 0         |
| Cuarto de la Asunción | 0         |
| La Estación           | 0         |
| Torre de Moncantar    | 0         |
| Villafuerte           | 0         |

## Administración y política
| Partido político                         | 2023  | 2023  | 2023       | 2019  | 2019  | 2019       | 2015  | 2015  | 2015       | 2011  | 2011  | 2011       | 2007  | 2007  | 2007       | 2003  | 2003  | 2003       |
| Partido político                         | %     | Votos | Concejales | %     | Votos | Concejales | %     | Votos | Concejales | %     | Votos | Concejales | %     | Votos | Concejales | %     | Votos | Concejales |
| Partido Socialista Obrero Español (PSOE) | 49,58 | 241   | 4          | 44,22 | 241   | 3          | 44,50 | 263   | 3          | 42,72 | 308   | 4          | 39,29 | 310   | 3          | 49,87 | 378   | 5          |
| Partido Popular (PP)                     | 48,76 | 237   | 3          | 53,94 | 294   | 4          | 53,98 | 319   | 4          | 55,20 | 398   | 5          | 60,08 | 474   | 6          | 48,42 | 367   | 4          |

## Patrimonio

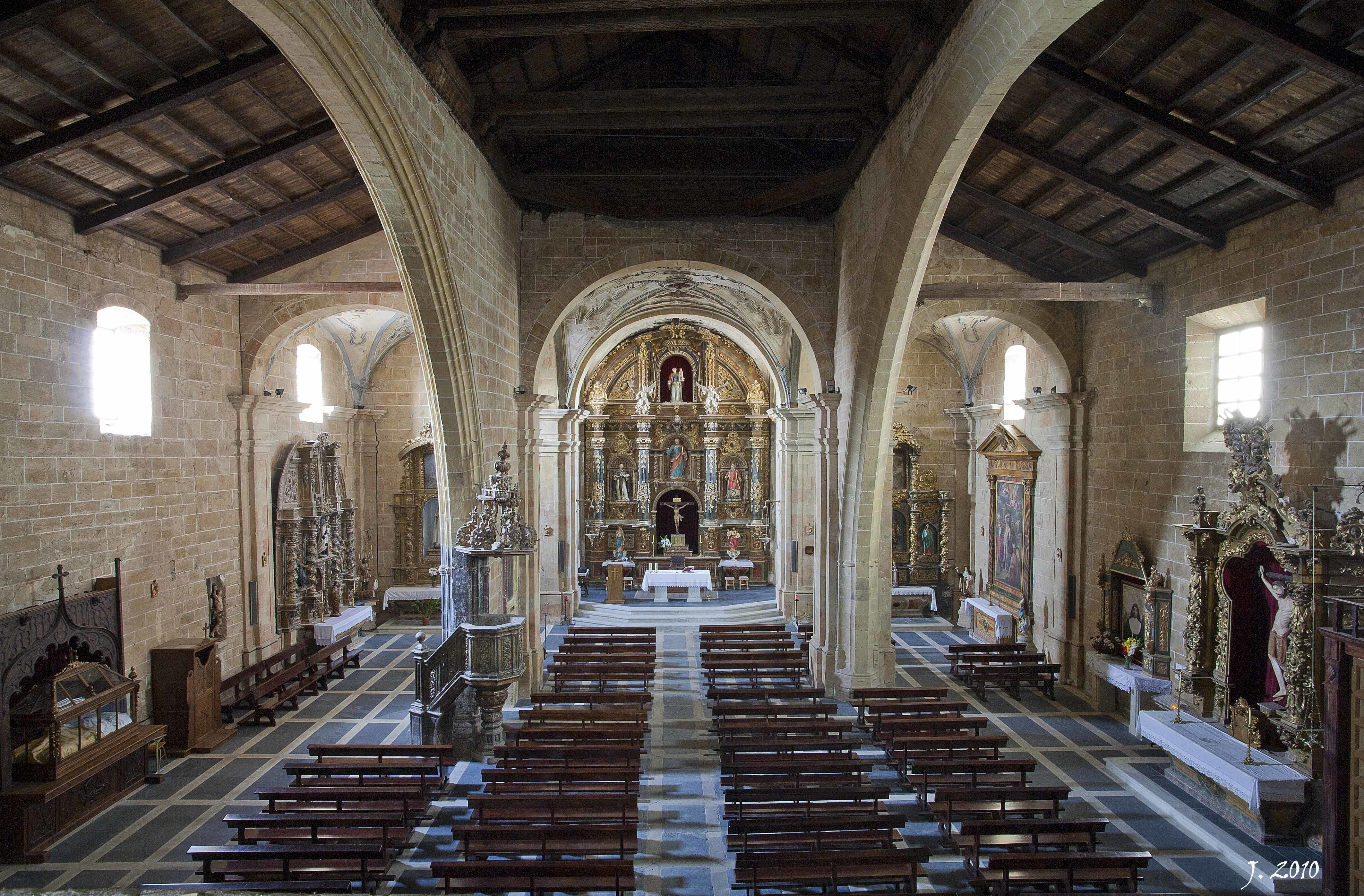
Interior de la iglesia San Pedro Apóstol

- La iglesia de San Pedro Apóstol está declarada Bien de Interés Cultural, habiendo sido erigido el monumento actual en el siglo XVI.

## Cantalpineses célebres
- Eusebia Palomino Yenes